# Thomas Gravesen
Thomas Gravesen (født 11. marts 1976 i Vejle) er en tidligere professionel dansk fodboldspiller, der efter en karriere, der omfattede storklubber som Hamburger SV, Everton FC, Real Madrid og Celtic samt 66 A-landskampe, den 27. januar 2009 valgte at stoppe karrieren. 

## Klubkarriere
Thomas Gravesen startede sin professionelle karriere i Vejle Boldklub, hvor han spillede libero. Han spillede positionen med stor risiko, hvilket som regel var til holdets fordel – men også kostede i ny og næ. Han fik sit helt store gennembrud i sæsonen 1996/1997, hvor han sammen med VB vandt sølvmedaljer i Superligaen.
Efter sølvsæsonen skiftede Gravesen til tyske Hamburger SV, hvor han blev en øjeblikkelig succes og var med til at kvalificere klubben til UEFA Champions League. I 2000 skiftede publikumsyndlingen til Everton FC i England, hvor han udviklede sig til en af ligaens bedste centrale midtbanespillere. Dette, kombineret med gode præstationer på landsholdet, gav ham i 2005 mulighed for at skifte til storklubben Real Madrid i Spanien. 
Gravesen fik en god start i det spanske, hvor han fik tilnavne som "El ogro" (uhyret) og "Shrek", men i takt med, at holdet ikke opnåede succes, faldt Gravesens præstationer også i niveau, og det endte med, at han måtte lægge ryg til den spanske presses hetz. Som konsekvens skiftede Gravesen i 2006 til den skotske storklub Celtic FC, hvor han blev klubbens dyreste spiller gennem tiderne.
Opholdet i Celtic blev indledningen på en nedtur, der må beskrives som noget overraskende Gravesens CV taget i betragtning. Efter en god start med scoring i det prestigefyldte lokalopgør mod Glasgow Rangers samt alle tre mål i en 3-1 sejr over St. Mirren gled han ud af startopstillingen. Han kom snart på kant med træneren, Gordon Strachan, og blev efterfølgende degraderet til klubbens reservehold. 
I sommeren 2007 forsøgte Celtic at sælge Gravesen, men uden held. I stedet blev han den 30. august 2007 udlejet til Everton FC, hvor han tidligere havde oplevet stor personlige succes. Skiftet blev dog ikke nogen succes, og han måtte returnere til Celtic efter sæsonen i sommeren 2008, hvor han blev frosset ude af truppen.  I januar 2009 besluttede Thomas Gravesen som følge af sin alder og sin situation i Celtic at stoppe karrieren.

## Landsholdskarriere
Thomas Gravesen fik i 1995 tre kampe på det danske U/19-landshold, mens han de kommende par år optrådte på U/21-landsholdet 11 gange med fire mål til følge.
Mange mente, at Thomas Gravesen burde have haft sin A-landsholdsdebut allerede som  VB'er i 1996/1997 sæsonen, men daværende landstræner, Bo Johansson, kategoriserede Gravesen som psykisk ustabil og valgte at overse ham til landsholdsudtagelserne. Dette er et eksempel på at Gravesen gennem hele karrieren har været en kontroversiel og omdiskuteret person.
Med successen i Hamburg blev det dog efterhånden svært for Johansson at se bort fra ham, og han optrådte første gang på A-landsholdet 19. august 1998 i en venskabskamp mod Tjekkiet, og ved slutrunden om EM 2000 var han med på holdet. Da Morten Olsen efter denne slutrunde overtog landstrænerjobbet, fik Gravesen større tillid, og han blev snart en central figur på landsholdet. Det var tilfældet under slutrunderne i VM 2002 og EM 2004. Blandt hans mere spektakulære indsatser var en VM-kvalifikationskamp i 2002 mod Island, hvor Danmark vandt 6-0 på blandt andet to mål af Gravesen. 
Det blev til i alt 66 A-landskampe, hvori han scorede fem mål. Han optrådte tit som hård hund på midtbanen og havde stor succes i samarbejdet med den ligeledes hårdt arbejdende og spillende Stig Tøfting og efter dennes stop på landsholdet med Christian Poulsen.
Thomas Gravesen valgte i 2006 pludselig at sige stop på landsholdet. Beslutningen kom kort efter at Gravesen i et interview havde udtalt sig positivt om landsholdet og hans egen rolle på holdet, hvorfor beslutningen gav anledning til en del kritik. Da Gravesen i samme tidsrum valgte at boykotte pressen, fulgte en masse spekulationer af mere eller mindre kreativ art.
Gravesens beslutning om at stoppe på landsholdet kom bag på det meste af fodbolddanmark: 
- Landstræner Morten Olsen [2]
- Landsholdskollega og ven Stig Tøfting [3]
- Landsholdskollegaerne Thomas Helveg og Jon Dahl Tomasson [4].

## Om landsholdsstoppet
Pressemeddelelse udsendt 15. september 2006:
Jeg er meget lykkelig for skiftet til Celtic og glæder mig til en ny start som fodboldspiller. Jeg føler mig allerede hjemme i Skotland, og derfor føler jeg også, at jeg nu vil koncentrere mig et hundrede procent om mit nye job. Jeg har siden min debut på landsholdet i 1998 været med til to EM-slutrunder og en VM-slutrunde, og jeg har haft nogle helt fantastiske oplevelser med landsholdet. Med skiftet til Celtic er det for mig det helt rigtige tidspunkt at slutte på landsholdet. Jeg har ikke helt det samme overskud, som jeg havde for bare få år siden, og så mener jeg, at det er vigtigt, at jeg lytter til, hvad jeg selv føler er mest rigtigt. Og det mest rigtige for mig er nu, at jeg ofrer alle mine kræfter på Celtic.

## Om spilleren
Gravesen var på banen en fighter og lidt af en "hård hund", men også en teknisk velfunderet og kreativ spiller.
I Vejle Boldklub spillede Gravesen som regel libero, en position der baseret i defensiven også gav ham en offensiv rolle gennem de rush frem ad banen, der var karakteristiske for ham. Gradvist gennem karrieren blev Gravesen flyttet længere frem på banen. I Hamburger SV spillede han således foran forsvaret, mens han i Everton FC fik positionen som den centrale og kreative spiller på midtbanen – samme rolle, som han spillede på Danmarks fodboldlandshold.
I Real Madrid blev han (til sin egen utilfredshed) rykket tilbage på den defensive midtbane.

## Eksterne kilder
1. ↑  Ekstra Bladet – Graver indstiller karrieren
2. ↑  DBU: http://dbu.dk/news/newsShow.aspx?id=234540 Arkiveret 26. september 2007 hos  Wayback Machine
3. ↑  Politiken: http://politiken.dk/sport/article173908.ece
4. ↑  Politiken: http://politiken.dk/sport/article173872.ece
5. ↑  Politiken: http://politiken.dk/sport/fakta_sport/article173876.ece
6. ↑  "Gravesen: Jeg var et fejlkøb". 2006-09-06. Arkiveret fra originalen 29. september 2007. Hentet 15. september 2006. {{cite news}}: Teksten "publisher politiken.dk" ignoreret (hjælp)